# Старое ружьё
«Старое ружьё» (фр. Le Vieux Fusil) — немецко-французский художественный фильм режиссёра Робера Энрико. Премия «Сезар» в 1976 году.

## Сюжет
Действие картины происходит в 1944 году в городе Монтобане на юге Франции. Хирург местной больницы Жюльен Дандьё (Филипп Нуаре), безобидный толстяк, врач-гуманист, лечащий и бойцов Сопротивления, и коллаборационистов из милиции, понимает, что скоро город освободят союзники, уже высадившиеся в Нормандии. Он отсылает жену (Роми Шнайдер) и дочь в свой родовой замок Барбери, а когда приезжает их навестить, с ужасом обнаруживает тела мирных жителей, убитых прямо в церкви, находит застреленную дочь и сожжённую из огнемёта жену. В замке засел отряд СС. Обезумевший от горя Жюльен находит дедовское ружьё и ломает опоры моста, ведущего в замок, гитлеровцы оказываются в ловушке. В деревню приезжает разведгруппа партизан, но мститель обманывает их, говоря, что все немцы уехали. Прекрасно зная все тайные ходы замка, доктор один вступает в бой с целым отрядом, истребляя всех немцев. Последними он топит двух солдат в колодце и, завладев огнемётом, через зеркало Гезелла сжигает немецкого гауптштурмфюрера, заодно поджигая замок. Параллельно ретроспекцией проходят воспоминания о довоенной жизни семьи.

## В ролях
- Филипп Нуаре — Жюльен Дандьё
- Роми Шнайдер — Клара Дандьё
- Жан Буиз — Франсуа
- Иоахим Ханзен — гауптштурмфюрер СС
- Роберт Хоффман[англ.] — унтерштурмфюрер СС
- Карл Микаэль Фоглер  — доктор Мюллер
- Мадлен Озерэ  — мать Жюльена
- Каролин Бономм  — Флоранс Дандьё, 8 лет
- Катрин Делапорт  — Флоранс Дандьё, 13 лет
- Антуан Сен-Жон  — солдат, убитый на кухне
- Жан-Поль Сизиф  — командир отряда милиции

## Производство
Идеей сюжета послужило массовое убийство в Орадур-сюр-Глан, когда части полка «Дер Фюрер» 2-й танковой дивизии СС «Рейх» уничтожили население одноимённой деревни: мужчин, женщин и детей (всего 642 жертвы), что стало самым массовым убийством гражданских лиц, совершённым немецкими войсками на французской территории за всю историю Франции. Дивизия СС «Рейх» шла с юга Франции на подмогу немецким войскам, сражающимся в Нормандии, и на всём своём пути подвергалась постоянным нападениям партизан.
Фильм снимался в замке Брюникель в одноимённой деревне департамента Тарн и Гаронна и в городе Монтобан.

## Награды и номинации
- 1976 год — три премии «Сезар»: за лучший фильм (Робер Энрико), лучшую мужскую роль (Филипп Нуаре), лучшую музыку к фильму (Франсуа де Рубэ). Филипп Нуаре стал первым актёром, получившим премию «Сезар» за лучшую мужскую роль. Франсуа де Рубе, для которого фильм стал последней работой, умер три месяца спустя после выхода фильма и был награждён посмертно.
- 1976 год — шесть номинаций на премию «Сезар»: лучший режиссёр (Робер Энрико), лучший актёр второго плана (Жан Буис), лучшая операторская работа (Этьен Беккер), лучший сценарий (Робер Энрико, Паскаль Жарден), лучший монтаж (Эва Зора), лучший звук (Бернар Обуи).
- 1976 — премия «Давид ди Донателло» лучшему зарубежному актёру (Филипп Нуаре).
- 1985 год — премия «Сезар Сезаров».

## Реплики
В 2014 г. в России снят мини-сериал, сюжет которого перекликается с французским фильмом.